# Palača Ciprianis-Benedetti
Palača Ciprianis-Benedetti je palača u Splitu. Nalazi se na adresi Marulićeva 6, Split, odnosno u jugoistočnom kutu Pjace.
Palaču je krajem 14. stoljeća na mjestu ranoromaničke kuće dao sagraditi splitski plemić Ciprijan de Ciprianis (Zanin, Zaninić, Žanetić). Godine 1680. palača dolazi u posjed obitelji Benedetti. Današnji izgled palače rezultat je nekoliko rekonstrukcija i dogradnji od rane romanike preko kasne romanike i gotike te baroka. Palača Ciprianis - Benedetti izuzetan je primjer splitske kasnoromaničke arhitekture, kasnije barokizirane. Kasnoromanička heksafora s udvojenim stupovima na profanoj arhitekturi rijetkost je i u europskim razmjerima. Na palači se nalaze i vrijedni primjeri kasnoromaničke skulpture i klesarije vezani uz korčulansku klesarsku radionicu s kraja 14. stoljeća.

## Zaštita
Pod oznakom Z-5803 zavedena je kao nepokretno kulturno dobro - pojedinačno, pravna statusa zaštićena kulturnog dobra, klasificirano kao "profana graditeljska baština".

## Galerija slika
- Polifora na zapadnom zidu
- Polifora na sjevernom zidu
- Reljef sv. Ante
- Niz reljefa na zapadnom zidu zgrade

## Vanjske poveznice
|  | Zajednički poslužitelj ima još gradiva o temi Palača Ciprianis-Benedetti |

43°30′31″N 16°26′21″E / 43.508745°N 16.439210°E